# Rebrača
Rebrača (lat. Blechnum spicant (L.) Roth) je vrsta paprati iz roda Blechnum L. Ime potiče od naziva blechnon koji je Dioskorid koristio za neku vrstu paprati. 

## Opis
Rizom je kratak, debeo, uzlazni ili kos, sa gornje strane pokriven crnim ljuspama. Listovi su izduženo lancetasti, pri osnovi suženi, jednostruko perasto deljeni, sa režnjevima celog oboda, skupljeni u busen, dugi do 75 cm, a široki do 7 cm. Razlikuju se trofofili i sporofili. Trofofili su zimzeleni, kožasti, sjajni, dugi preko 50 cm, sa do oko 15 cm dugom tamnom smeđom peteljkom, zrakasto polegli po tlu. Sporofili su uspravni, dugi do 75 cm, smešteni u centru busena, okruženi trofofilima. Mladi sporofili su zelenkaste boje, a kasnije su tamnosmeđi, sa brojnim režnjevima, širokim 1—2 mm, potpuno prekrivenim sorusima sa donje strane. Spore su mrke, sa valovitim naborima. Sporangije se mogu videti od jula do septembra. Rebrača je diploidna vrsta, sa 68 hromozoma.

## Stanište i rasprostranjenje
Rebrača je karakteristična vrsta zajednice jele i rebrače, na silikatnim planinama Balkanskog poluostrva. Pretežno raste na vlažnom, nerazloženom humusu. Može se naći i na karbonatnoj podlozi, sa većom količinom sirovog humusa, kada je prate druge acidofilne vrste, kao što su: Melampyrum vulgatum, Dryopteris dilatata, Hieracium murorum, Luzula nemorosa, Lycopodium annotinum, Huperzia selago i Veronica officinalis. Česta je i u smrčevim šumama, na vrištinama, a može se naći i na tresavama, kao i u listopadnim šumama na ekstremno kiselim staništima na silikatima ili na dubokim, jako ispranim zemljištima na karbonatnoj podlozi, u zajednicama sa bukvom ili sa hrastom i grabom. Uglavnom se može naći u planinskom, ređe u brdskom i subalpijskom području.
Rasprostranjena je u Evropi, Aziji i u severozapadnom delu Severne Amerike.   

## Spoljašnje veze
- The Euro+Med PlantBase - the information resource for Euro-Mediterranean plant diversity
- Tropicos